# Берестки (Покровський район)
Берестки́ — село Курахівської міської громади Покровського району Донецької області, Україна. У селі мешкає 198 людей.

## Загальні відомості
Відстань до райцентру становить близько 39 км і проходить переважно автошляхом E50.
Землі села межують із територією смт Іллінка, а також м. Мар'їнка Мар'їнського району Донецької області.

## Населення
За даними перепису 2001 року населення села становило 198 осіб, із них 46,46 % зазначили рідною мову українську та 53,54 % — російську.